# Плющенко, Сергей (футболист)
Сергей Плющенко (6 декабря 1976—2000) — туркменский футболист, полузащитник. Выступал за сборную Туркменистана.

## Биография
Большую часть карьеры выступал за ашхабадский «Копетдаг», с которым становился неоднократным чемпионом и призёром чемпионата Туркменистана. В последнем сезоне в карьере играл за ашхабадский «Галкан».
Дебютировал в национальной сборной Туркменистана в 17-летнем возрасте, 13 апреля 1994 года в матче против Кыргызстана, заменив на 53-й минуте Камиля Мингазова. Свой первый гол забил во второй игре, 10 марта 1996 года в ворота сборной Кувейта. Всего в 1994—1997 годах сыграл за сборную 8 матчей и забил один гол.
Умер в 2000 году на 24-м году жизни.

## Достижения
- Чемпион Туркменистана: 1994, 1995, 1997/98
- Серебряный призёр чемпионата Туркменистана: 1996, 1998/99
- Обладатель Кубка Туркменистана: 1994, 1997, 1998/99
- Финалист Кубка Туркменистана: 1995

## Личная жизнь
Брат Василий (род. 1980) также был футболистом, играл за клубы чемпионата Туркменистана.